# DJ Enzo
DJ Enzo, de son vrai nom Vincenzo Cerciello, né à Naples le 4 août 1969, est un disc jockey et rappeur italien.

## Biographie
Vincenzo Cerciello est né à Naples le 4 août 1969. Il s'approche de la culture du hip-hop pour la première fois en 1983 en faisant du breakdance, à Milan lors de plusieurs concours et jams. En 1988, il se lance dans le DJing et la production, et publie en 1993 son premier album avec le groupe Comitato au label Black out. En 1997, il produit l'album Il mondo che non c'è du groupe Chief e Soci, publié chez Best Sound (BMG).
Par la suite, il participe à la compilation Tutti X Uno qui fait elle-même participer des poids lourd du hip-hop italien comme J-Ax, DJ Jad, Vladimiro, Il Circolo, Area Cronica, Irene Lamedica, Dre Love, Rata, Shabazz, War Dogs, La Famiglia, Doppia K et Phase2. En 1999, il publie l'album Mondi paralleli au label Baby Records, qui fait participer Flaminio Maphia et Doppia K e Bolla. L'album comprend le single HH 360°, hymne club dont la vidéo est retransmise à la télévision locale en boucle. En 2000, il participe à la bande-son du film Zora la vampire de Manetti Bros., produisant la chanson Cosa?! interprétée par DJ Gruff. En 2001, DJ Enzo produit la chanson de Flaminio Maphia, Come Suona, sur l'album La Resurrezione. En 2007, Enzo publie Vuoti a perdere, qui fait participer Phase2, Rido MC, et ODK. 
En 2010 sort l'album Il grande bluff, distribué par Vibrarecords. Au début de 2015, il publie la vidéo officielle de son single La mia storia.

## Discographie
- 1993 : Comitato
- 1997 : Il mondo che non c'è (de Chief e Soci)
- 1997 : Tutti X Uno
- 1999 : Mondi paralleli
- 2006 : Life Stories
- 2007 : Vuoti a perdere
- 2010 : Il grande bluff